# O-GlucosilNAcetilación
La O-GlucosilNAcetilación (O-GlcNAc) es tipo de glicosilación que se produce sobre una gran cantidad de proteínas citosólicas y nucleares. Consistente en la adición de un residuo de N-Acetilglucosamina (GlcNAc) sobre el grupo hidroxilo de los aminoácidos serina o treonina en algunas proteínas.

## Nota histórica[1]
Esta modificación se identificó en el año 1983, en un estudio sobre los glicoconjugados (moléculas formadas por asociaciones de glicanos y otros componentes) acabados en un residuo de GlcNAc. Al estudiar la localización de estos glicanos dentro de la célula, se encontró que se encontraban principalmente próximas al núcleo, concretamente en la cromatina y junto a las proteínas del poro nuclear. En menor proporción se encontraron también en el citoplasma de las células.

## Síntesis

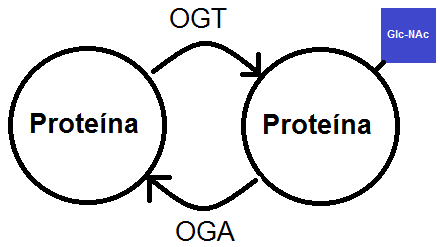
Ciclo O-GlcNAc y las enzimas que lo catalizan

La síntesis de este tipo de glicanos, a diferencia de la mayoría de las otras modificaciones glicosídicas, es llevada a cabo por una única enzima, la O-GlcNAc transferasa (OGT), utilizando UDP-GlcNAc como donador del residuo glicosídico.
Esta modificación presenta una alta tasa de recambio, y es retirada por otra enzima, la O-GlcNAcasa (OGA). La acción de OGA produce la liberación de un residuo libre de N-Acetilglucosamina y la proteína inalterada.
La regulación de la actividad de estas enzimas determinan la cantidad de residuos de serina y treonina que se van a encontrar modificados en las proteínas celulares.

## Funciones
Las funciones de esta modificación tienen un papel central en la regulación de muchos procesos celulares. Principalmente actúa como un sensor de los diferentes tipos de nutrientes presentes en la célula. Esto es debido a que el precursor (UDP-GlcNAc) requiere de la aportación de componentes de una gran cantidad de vías celulares (glicólisis, generación de nucleótidos, nitrógeno, entre otros).
Además de los nutrientes, existen gran cantidad de factores adicionales que pueden afectar los niveles de O-GlcNAc de las células. Estrés oxidativo, altas temperaturas o la hipoxia son factores identificados que pueden alterar la señalización interna de la célula por varias vías, entre ellas la señalización por O-GlcNAc.
Existen gran cantidad de procesos de interés científico o médico en los que esta modificación posee una función central, como pueden ser la severidad de un accidente cardiovascular, regulaciones de la expresión génica o importancia en el desarrollo de diabetes mellitus de tipo II